# Wizards of Mickey
Wizards of Mickey è un ciclo a fumetti di genere fantasy pubblicato dal 2006 sul settimanale a fumetti Topolino.

## Storia editoriale
Ha esordito con una prima serie di 10 episodi nel nº 2654 di Topolino conclusa nel nº 2663. Successivamente vi è stata una seconda parte intitolata Wizards of Mickey II - L'Età Oscura (Topolino nn. 2680-2689, aprile-giugno 2007), poi una terza intitolata Wizards of Mickey III - Il male antico dal nº 2725 e una quarta parte intitolata Wizards of Mickey IV - Il nuovo mondo dal n. 2802.
Intervallata a quest'ultima il prequel Wizards of Mickey - Le leggende perdute nei numeri 2796, 2809 e 2810.
La quinta serie Wizards of Mickey V - Lemuria è del 2011 nei numeri 2909-2911 mentre la sesta serie chiamata Wizards of Mickey VI - Legacy, nei numeri 3017-3020 nel 2013. I Wizards of Mickey tornano di nuovo nell'ottobre 2015 con Wizards of Mickey - Mondimontagne, nel numero 3124. Nell'ottobre 2016 viene pubblicata una nuova storia di Wizards of Mickey chiamata Wizards of Mickey - Aurora nel numero 3176. Nel dicembre 2016 è iniziata la pubblicazione di una nuova storia intitolata Wizards of Mickey - Magicraft dai numeri 3188-3191. Nel maggio 2018 è iniziata la pubblicazione di un'altra, nuova storia intitolata Wizards of Mickey - Oberon nel numero 3261. Verso la fine del 2018 è la storia Wizards Of Mickey - Arena, sul numero 3285.
Il 19 agosto la Panini Comics annuncia l'inizio di una nuova storia, Wizard of mickey new (mis) adventures, che sarà all'interno della collana "Topolino fuoriserie" in vendita da novembre 2019.

## Trama
In un tempo lontanissimo apparvero i "diamagic", potenti cristalli tramite i quali si può dominare la magia e gli elementi naturali, e il mondo era popolato da creature immense, che, senza che se ne sappia il motivo scelsero di abbandonare la Terra e dirigersi verso nuovi mondi. Poi giunsero i primi Draghi e con essi ebbe inizio la Prima Era della Magia. Essi scoprirono i segreti dei diamagic e impararono ad usarli e combatterono numerose guerre tra loro, accecati dal potere e dalla forza che la magia dei diamagic conferiva loro.
Un giorno accadde qualcosa di imprevisto: gli umani, i senza-scaglie come venivano chiamati dai draghi, impararono l'arte della magia e così ebbe inizio la Seconda Era della Magia.
Mickey, detto Topolino è il giovane apprendista stregone del mago Nereus. Nella città di Grandhaven conosce due giovani maghi: Pippo, Paperino e Fafnir, il drago di compagnia di quest'ultimo. I tre amici formano una squadra chiamata Wizards of Mickey, per partecipare al Grande Torneo dei maghi, compresi la Luna Diamante (Minni, Paperina e Clarabella) e la Team Magma Fire (Zefren, Zaius e Zoron).
Il malvagio Signore degli Inganni alias Macchia Nera, antico compagni di studi di Nereus, trama nell'ombra per riunire tutti i diamagic e diventare lo Stregone Supremo, colui che dominerà il mondo della magia insieme a suoi malvagi servitori: Gambadilegno, Trudy e la Banda Bassotti: Unos, Secundos e Terzius.
Ogni lunga avventura dei nostri eroi, i Wizards of Mickey, non solo devono sfidare Macchia Nera e i Black Phantom, ma dovranno anche affrontare altre forze malvagie, come per esempio: Dredking e i Draghi Antichi, Mirmidon e la Gilda dei Diafani, i Guerrieri di Ferro di Lemuria, Mangur, il Teraxus, l'Efreen, il Dominatore con il suo esercito dei Morgrim, Oros il possente, Antarion e Grozhan.

## Ristampe

### Prima serie:Wizards of Mickey - Le origini
Disney Special
- n. 9, ottobre 2019, Wizards of Mickey. Tutti gli episodi del capitolo Wizards of Mickey - Le origini.

### Prima serie:Wizards of Mickey - Le originieWizards of Mickey II - L'età oscura
Supplemento a Topolino
Sui volumi sono inoltre inserite alcune storie illustrate non a fumetti inedite.
- 2707, 16 ottobre 2007, Le origini. 4 episodi del capitolo Wizards of Mickey - Le origini. Nuovi episodi: L'alba del mondo, L'oscura minaccia, Il presagio, La torre delle catene, Il castello dell'uragano, Il principe Pavel.
- 2708, 23 ottobre 2007, Le origini. 4 episodi del capitolo Wizards of Mickey - Le origini. Nuovi episodi: L'incudine del fato, Il predone delle sabbie, I guerrieri dell'alveare, Il re degli inganni, Il grifone di fuoco, La prova di Ormen.
- 2740, 3 giugno 2008, Il torneo. 5 episodi del capitolo Wizards of Mickey II - L'età oscura. Nuovi episodi: Nuova luce e antiche tenebre, Viaggio fra le fiamme, La vendetta degli orchi, L'arma segreta, I guerrieri di pietra.
- 2741, 10 giugno 2008, I draghi antichi. 5 episodi del capitolo Wizards of Mickey II - L'età oscura. Nuovi episodi: L'anno del fuoco, Vittoria inutile, I fiori dell'oblio, Lealtà e tradimenti, Il segreto di Caer Clock.

Disney Comics
- n. 1, maggio 2008, Wizards of Mickey - La grande saga. Tutti gli episodi dei capitoli Wizards of Mickey - Le origini e Wizards of Mickey II - L'età oscura.

Disney Digicomics
- n. 1, 16 dicembre 2009, Wizards of Mickey - Il grande torneo. Contiene solo l'omonimo episodio del capitolo Wizards of Mickey - Le origini

### Prima serie: 6 capitoli+prequel - Seconda serie: 3 capitoli
Disney Legendary Collection
- n. 1, novembre 2014, Wizards of Mickey - Le origini - Parte I. Episodi: Il grande torneo, La palude dei Dolmen, Il segreto della Grande Corona, Luna Diamante, Il pozzo dei draghi.
- n. 1 Variant, novembre 2014, Wizards of Mickey - Le origini - Parte I. Episodi: Il grande torneo, La palude dei Dolmen, Il segreto della Grande Corona, Luna Diamante, Il pozzo dei draghi. Copertina con cover scura e con logo della serie in rilievo.
- n. 2, gennaio 2015, Wizards of Mickey - Le origini - Parte II. Episodi: Streghe a palazzo Il Drago di Ferro, Gli scaccia mostri, Il ritorno di Macchia Nera e Lo Stregone Supremo.
- n. 3, marzo 2015, Wizards of Mickey II - L'età oscura - Parte I. Episodi: Il torneo dello Stregone Nero, Il grande tradimento, Il giorno senza sole, La furia dei draghi e Il labirinto delle cascate.
- n. 4, maggio 2015, Wizards of Mickey II - L'età oscura - Parte II. Episodi: Le chiavi stregate, I guardiani delle tenebre, Il bastione del drago, I corni di Oggoth, Ritorno a casa.
- n. 5, luglio 2015, Wizards of Mickey III - Il male antico. Tutti gli episodi del capitolo.
- n. 6, settembre 2015, Wizards of Mickey IV - Il nuovo mondo. Tutti gli episodi del capitolo.
- n. 7, novembre 2015, Wizards of Mickey - Le leggende perdute (prequel). Tutti gli episodi del capitolo.
- n. 8, gennaio 2016, Wizards of Mickey V - Lemuria. Tutti gli episodi del capitolo.
- n. 9, marzo 2016, Wizards of Mickey VI - Legacy. Tutti gli episodi del capitolo.
- n. 9B supplemento (venduto con il cofanetto), settembre 2016, Wizards of Mickey - Mondimontagne. I due episodi del capitolo.
- n. 25 marzo 2020, Wizards of Mickey - Aurora, Magicraft. I due episodi del capitolo Aurora e i quattro episodi del capitolo Magicraft
- n. 28 luglio 2021, Wizards of Mickey - Oberon, Arena, Destino. I due episodi dei capitoli Oberon, Arena e Destino, tutti gli episodi delle due miniserie Wizards of Mickey e Wizards of Gamba e le sei storie breve.

A settembre 2016 è stato pubblicato il cofanetto Wizards of Mickey composto dagli albi 1-9 con l'aggiunta del 9B supplemento. Il cofanetto è stato commercializzato anche vuoto con solo l'albo 9B.

## Personaggi

### Personaggi principali
- Topolino: Stregone Supremo della Terra dei Dolmen e leader dei Wizards of Mickey, è un potente e giovane mago che combatte usando incantesimi sulle forze della natura per salvare le azioni malvagie dello stregone Macchia Nera o di qualsiasi altra minaccia. Proveniente dal villaggio di Miceland. Il suo bastone magico è simile ad uno scettro con la punta di cristallo. Apprendista del Maestro Nereus, ha ristabilito la pace nelle terre dei Dolmen. Nel corso della seconda serie, il suo bordone magico assume la forma di un'ascia bipenne.
- Paperino: Grande amico di Topolino, possiede un draghetto, di nome Fafnir. Combatte soprattutto alterando magicamente la realtà per sfruttarla a suo favore. Il suo bastone è simile ad un bastone a forma di una "c" verde, e spesso le sue magie funzionano a scoppio ritardato. Per esempio è riuscito a tramutare dei cucchiai in oro, ma con tre giorni di ritardo, perché era una magia di ottavo livello.
- Pippo: Grande amico di Topolino, ha un bastone magico molto nodoso e di colore blu. Tuttavia, la sua vera potenza risiede nella sua borsa magica, dalla quale estrae gli oggetti più disparati. Pippo spesso combatte con incantesimi di evocazione. Pippo è destinato da antiche profezie a diventare un grande mago, ma lui non ama usare la magia e così cerca sempre un nuovo lavoro. Ha tentato tutti i lavori possibili (inventore, avvocato, alchimista, statistico, conduttore di quiz, giornalista...), solo livello 5 apprezza di più la magia e la usa più spesso, e ha creato in tempo di record il fenomenale Drago di Ferro.
- Minni: Principessa del regno di Moonland e leader della Luna Diamante, è all'inizio in cerca del diamagic delle rocce per liberare il suo popolo da un incantesimo. Si allea poi con Topolino, diventandone la sua fidanzata e un fido sostegno. Dolce e abile maga, ha inventato la tecnica del "Fulmine a spirale". Il suo bastone è a forma di farfalla.
- Paperina: Grande amica di Minni e fidanzata di Paperino, si batte con uno scettro con la punta di cristallo giallo. Il suo animale è la gatta Kiki, in continua lite con Fafnir e Gennarino (il corvo di Amelia).
- Clarabella: Veggente piuttosto sbadata, amica di Minni e Paperina e membro del Team Luna Diamante. Il suo bordone è simile ad un ramo lavorata con una gemma incastonata. Non si sa molto delle sue abilità, dato che non le usa se non è strettamente necessario.
- Maestro Nereus: Anziano maestro di Topolino, usa un bastone colore rosso avvolto in una spirale. Ha combattuto più volte contro Macchia Nera ma è sempre riuscito a sopravvivere. È stato il primo ad avvertire Topolino del risveglio dei Draghi Antichi. È l'allievo dello Stregone Supremo e conosce tutti i tipi di magia. Può evocare la furia degli elementi e interagire con la natura. È molto saggio. È valoroso e riesce sempre a uscire indenne da ogni situazione. Conosce ogni segreto delle Tre Ere della Magia.
- Venerabile Ormen: Drago Antico un tempo Generale, Ormen è il più saggio fra tutti i draghi ed il grande custode della loro saggezza. Tra tutti i draghi, Ormen è il più anziano. Ha aiutato molte volte Topolino, Paperino e Pippo. Possiede grandi poteri magici ma, essendo molto vecchio, preferisce passare il suo tempo a dormire. Possiede il potere della telepatia ed è in grado di plasmare a sua volontà gli oggetti e le persone intorno a lui. È stato il primo ad accorgersi del lato oscuro di Topolino e della minaccia dei malvagi Draghi Antichi. Ha affrontato da solo Dredking, suo antico rivale, ed è stato sconfitto. Tuttavia torna sotto forma di fantasma per aiutare Topolino e gli altri maghi a vincere la guerra contro Mirmidon e la Gilda degli Stregoni Diafani. Possiede una mole a dir poco mastodontica, che ben sottolinea la differenza tra lui e gli altri draghi.
- Zefren: Leader drago del Team Magma Fire. Le sue scaglie sono di una colorazione rossa. Ha affrontato Topolino una prima volta insieme ai suoi fratelli, ed è rimasto ammirato dalla sua nobiltà d'animo. Ha tuttavia partecipato alla rivolta per spodestare il giovane, ma durante la battaglia è stato trasformato in una statua di pietra. È stato poi liberato ed ha presieduto alla difesa della Terra dei Dolmen per arginare l'assalto dei Draghi Antichi.
- Zaius: Drago del Team Magma Fire, fratello di Zefren e di Zoron, le sue scaglie possiedono una colorazione blu ghiaccio. Ha accompagnato Topolino nel suo viaggio, attanagliato dai sensi di colpa per aver involontariamente ferito Minni, ed ha coraggiosamente affrontato Hypnor. Tuttavia, il suo contributo non è stato determinante nell'avventura. Ha raggiunto successivamente i suoi amici draghi per presiedere alla difesa della terra dei Dolmen.
- Zoron: Drago del Team Magma Fire, fratello di Zefren e di Zaius, le sue scaglie sono colorate di un giallo acceso. Ha condiviso le vicissitudini dei suoi amici draghi ed è infine volato alla terra dei Dolmen per organizzare la resistenza contro i Draghi Antichi assieme agli altri draghi del Team magma Fire.
- Fafnir: Draghetto dei Wizards of Mickey, Fafnir è un cucciolo di drago tenero ma pasticcione. Fafnir ha un suo personalissimo modo di dire "grazie": con una bella fiammata in grado di liquefare anche il metallo. Vittima dei suoi "innocenti" ringraziamenti fiammeggianti è quasi sempre Paperino, che lo ha salvato da una trappola e da quel momento non se ne è mai separato. A differenza degli altri draghi, Fafnir non parla perché è ancora piccolo. È il primo a fare amicizia con Roknar, il drago di Macchia Nera.
- Pluto: Il cane di Topolino; a causa di una pozione mannarizzante bevuta da cucciolo può trasformarsi in un mannaro, mantenendo però l'autocontrollo e la fedeltà al proprio padrone.
- Kiki: La gatta di Paperina.
- Pegas: Inizialmente era uno degli animali intrappolati dai Robot Warlock. Quando i Wizards of Mickey lo liberano, decide di seguirli e diventa il fedele amico di Pippo. In più occasioni si dimostra all'altezza della situazione e salva i suoi amici.

### Personaggi secondari
- Re Paperone: È il sovrano del regno dove abitano Paperino, Paperina, Paperoga, Qui, Quo, Qua, Filo Sganga, Brigitta McBridge, Pico De Paperis e Archimede Pitagorico. È anche protagonista del prequel Wizards of Mickey - Le leggende perdute assieme al nipote.
- Paperoga: Il cugino di Paperino e il proprietario della locanda per maghi senza castello.
- Qui, Quo, Qua: Sono i nipotini di Paperino.
- Filo Sganga & Brigitta McBridge: Compaiono nell'episodio "Il Drago Lucente" e possiedono un'attività di vendita ambulante di oggettistica magica chiamata "F & B: Oggettistica Magica". Fra i prodotti in vendita vi sono i Finti Diamagic, il Siero della Mezza Verità, una Chitarrina Incantata e la Pomata Lucidella. La carrozza ambulante è guidata dal criceto magico Ercolino.
- Pico De Paperis: Possiede l'azienda "Dalle stelle ai castelli: Agenzia immobiliare".
- Archimede Pitagorico: mago e inventore amico di Paperino.
- Lady Emerald: una graziosa dragonessa appartenente alla razza dei Vampabizza che diverrà la nuova regina dei Draghi
- Darkdog: Sono cani da guardia attivi solo di notte, mentre di giorno dormono. Vengono regalati a Re Paperone da parte del Duca di Cinophil.
- Lord Svitol: Uno stravagante lord che irrita con altrettanto stravaganti doni Zio Paperone.
- Sirene: Costruirono Caer Crystal, il castello dell'oblio, poi preso d'assalto dai talporchi.
- Garth: È il generale supremo dei Draghi, è stato mutilato durante una pericolosa missione, perdendo l'arto posteriore sinistro.
- Calibor: È uno dei draghi risalenti alla prima era della magia nonché l'artefice della punizione inflitta al primo stregone supremo per aver provato a schiavizzare i draghi
- Nani: Esseri in grado di plasmare la roccia e noti per loro ricche fucine d'armi; un tempo unico popolo si dividono adesso in quattro grandi clan residenti sulle terre di Mondimontagne.
- Albion: È un mago potente e saggio nonché grande amico ed ex compagno di scuola del Maestro Nereus. Vive sul dorso di una enorme tartaruga.
- Team Yum Yum Cook: Squadra composta da tre maghi che combattono con l'utilizzo del cibo.
- Turbo: È il messaggero dei maghi.

### Antagonisti

#### Black Phantom
- Macchia Nera, alias il Signore degli Inganni: Malvagio e potentissimo negromante e un Signore Oscuro, l'acerrimo nemico dei Wizards of Mickey e del Maestro Nereus, possiede un devastante bastone a forma di testa di drago con il quale scatena i poteri della magia nera. Conosce tutti i segreti della magia oscura, come il Libro Nero di Goron, ed è il più potente dei maghi oscuri al servizio del male. È stato più volte sconfitto da Topolino, ma è ritornato fino a perdere il suo corpo materiale definitivamente. È il capo dei Black Phantom, comanda gli eserciti degli orchetti-faina e cavalca il drago traditore Roknar. Vuole impadronirsi della Grande Corona e dell'Antica Magia dei Draghi per dominare il mondo e per ottenerli tenterà ogni mezzo. Da giovane ha tentato di rubare la Grande Corona, ma è stato fermato da Nereus. Alla fine del quarto ciclo ritorna in possesso del suo corpo originario. Nella sesta serie decide di restare imprigionato in una dimensione fra le altre, da cui non si può più fare ritorno in alcun modo. Nella decima serie si scopre che prima di diventare allievo dello stregone supremo era al servizio del Dominatore ed è proprio da questi che ottenne i poteri per ingannare le persone. Quando serviva il Dominatore era conosciuto con il nome di Nequomante della Macchinazione e venne inviato in uno dei diversi mondi per conquistarlo a nome suo, tuttavia Macchia Nera si ribellò ad esso e decise di conquistare il mondo da lui raggiunto e tenerselo per sé. Viene liberato dalla prigione dimensionale da Topolino e stringe un'alleanza con lui e i Cavalieri di Cristallo per sconfiggere il Dominatore. Dopo la sconfitta di quest'ultimo il Signore degli Inganni scopre che Topolino gli ha fatto un incantesimo creandogli una coscienza buona per impedirgli di compiere altre azioni malvagie. Macchia Nera furente scompare giurando vendetta.
- Gambadilegno: Potente e crudele mago oscuro, servo di Macchia Nera, ha più volte affrontato il suo rivale Topolino usando un bastone magico uguale ad una mazza ferrata. Ha una certa abilità nel manovrare gli elementi e combatte soprattutto con tecniche di magia oscura, ma non disdegna il combattimento fisico usando il suo bordone come un'arma. Può manovrare gli elementi atmosferici e usarli come armi. È molto astuto, subdolo, vendicativo, irascibile, burbero, egoista e troppo sicuro di sé, ma in fondo non è cattivo e alla fine del secondo ciclo abbandonerà di sua volontà Macchia Nera e donerà a Topolino l'acqua per salvare Minni, sebbene in seguito ritorni al servizio del malvagio Macchia Nera. Dopo che Macchia Nera viene nuovamente sconfitto, Gambadilegno e la sua squadra vagano per il continente razziando tutto e tutti. In seguito cerca di liberare Mirmidon credendo di poterla controllare ma una volta capito l'errore rinchiude nuovamente la creatura. Con il suo team entra a far parte nell'ordine dei Cavalieri di Cristallo per affrontare e fermare il Dominatore e il suo esercito dei Morgrim.
- Bassotto Unus: Negromante dei Black Phantom. Compagno di squadra di Gambadilegno e degli altri bassotti, combatte con tecniche di magia oscura basate sull'inganno e l'illusione. Possiede un'astuzia notevole e poteri paranormali.
- Bassotto Secundus: Negromante dei Black Phantom. Compagno di squadra di Gambadilegno e degli altri bassotti, combatte con tecniche di magia oscura basate sull'inganno e l'illusione. Possiede un'astuzia notevole e poteri paranormali.
- Bassotto Tertius: È il quarto elemento della squadra Black Phantom assieme ai primi due Bassotti ed al capo Gambadilegno. È l'artefice degli inganni della squadra, partecipando invisibilmente (dato che le squadre possono avere solo tre elementi) prima grazie ad un mantello e poi grazie ad un turbante, entrambi con il potere dell'invisibilità.
- Trudy: Malvagia strega pirata a capo dei cento leoni che libererà dalla loro cripta, nonché l'amata di Gambadilegno, che si alleerà con Macchia Nera per poter dominare il mondo.
- Plottigat: Diabolico mago scienziato e cugino di Gambadilegno.
- Roknar: Fedelissimo drago del diabolico Macchia Nera, Roknar è il drago traditore che ha abbandonato la sua stirpe per seguire il Signore degli Inganni. Caratterizzato quasi sempre da una catena al collo, Roknar è estremamente potente, terrificante e gigantesco, e combatte con le sue potenti raffiche di fiamme. È stato liberato da Topolino e ora è a guardia di un ingresso al Regno dei Draghi.

#### Team Sventura
- Garma: Potente, malvagia e antica strega a capo del Team Sventura, usa i suoi poteri per fare del male. È rimasta sepolta sotto il labirinto di Rovi, ma è sopravvissuta e con il suo team entra a far parte dell'ordine dei Cavalieri di Cristallo per affrontare e fermare Il Dominatore con il suo esercito di Morgrim. Un tempo era una donna bellissima, tanto da far innamorare il leggendario re guerriero Gideon di cui provocò involontariamente e indirettamente la morte. Fu questo episodio che la spinse a praticare le arti oscure e a odiare il prossimo.
- Amelia: Malvagia e potentissima strega, apprendista di Garma e membro del Team Sventura, possiede un corvo di nome Gennarino. Sempre in competizione con la sua rivale Neraja, è riuscita ad ingannare Garma rubandole le chiavi e consegnandole a Topolino nonostante il suo minore potere magico. Combatte con un bordone dalla forma di un rozzo bastone di legno.
- Neraja: Potente e avvenente strega, in combattimento utilizza un fine bordone dorato. È innamorata di Fenris, un ragazzo che è stato accidentalmente trasformato in lupo in seguito ad un esperimento proibito che ha provocato anche la sua cacciata dalla Accademia delle Arti Magiche.
- Gennarino: è il corvo di Amelia.
- Fenris: è il fidanzato di Neraja trasformatosi in lupo dopo un esperimento mal riuscito, segue ora la sua amata sotto queste sembianze.

#### Draghi Antichi
- Dredking: È il più potente e malvagio dei Draghi Antichi, di cui è il sovrano, è superiore a tutti i draghi. Combatte con le sue letali esalazioni infuocate e con una lunga sciabola di cristallo. Sceglie di non unirsi all'Uni-drago formato dai suoi compagni per non perdere i suoi poteri e diventare così il drago più potente in assoluto. Viene sconfitto da Topolino e precipita in una voragine di fuoco. In seguito si scoprirà che Dredking è ancora vivo. Il Drago Antico si redime e aiuta all'ex nemico Topolino a salvare il mondo dalla malvagia Gilda dei Diafani. La sua tipica risata per uno dei draghi è "Rarh Rarh!".
- Lady Saurya: È la moglie di Dredking e la malvagia regina dei Draghi Antichi; possiede un grande potere magico che usa per evocare l'incantesimo dell'Uni-drago.
- Hypnor: Drago Antico capace di stordire i nemici con le sue terribili urla; è il più potente Drago Antico dopo Dredking. Combatte usando il terribile Urlo Terrorizzante, che rende folle di paure chiunque. Viene sconfitto grazie al guanto di re Gameras.
- Krankus: Drago Antico, che ha la capacità di controllare i terremoti sbattendo per terra i suoi zoccoli da cavallo. Ha anche una spada. Viene sconfitto dal droide magico di Topolino.
- Gyko: Il drago Geko, Drago Antico minuscolo rispetto ai compagni è il più fedele servitore di Dredking e gli ha procurato la mappa dei labirinti della Grande Armatura per poter anticipare i Wizards of Mickey. Viene sconfitto da un raggio pietrificante del Guerriero Meka-Bot, il droide magico di Topolino.
- Pyranar: È il Drago Antico che non teme l'acqua; ciò gli consente di nuotare in essa e di lanciare fiammate anche lì. È stato sconfitto dai Wizards of Mickey utilizzando il potere del guanto e degli stivali della Grande Armatura.
- Sandor: Potente Drago Antico capace di scomporsi in flussi di sabbia; combatte con una gigantesca mazza ed è stato sconfitto nella Sala delle Mangrovie Stritolanti dopo una battaglia contro Garma e Topolino. La strega ha poi fatto crollare il labirinto per la rabbia proprio quando Sandor si era liberato; è però probabile che sia riuscito a sopravvivere.
- Falcor: Drago Antico, dotato di supervista e supervelocità, sconfitto da Topolino con la Corazza di Gothor.

#### Morgrim
- Dominatore: Un misterioso mago con poteri oscuri al di fuori del normale circondato da quattro servi fedeli che donò loro dei poteri sovrumani e divennero i Nequomanti. Il Dominatore con il suo esercito di Morgrim e i suoi generali Nequomanti attraversa i vari mondi del multiverso con la sua nave volante per impadronirsi di tutto l'aurabastro. Indossa un'armatura completamente nera, un elmo con due corna rivolta in avanti con uno sguardo glaciale. Possiede uno scettro magico che gli permette di rubare l'aurabastro nei vari mondi e creare i Morgrim da qualsiasi oggetto. Si scopre che uno dei nequomanti era Macchia Nera e che fu inviato proprio dal Dominatore in uno dei diversi mondi per conquistarlo in nome suo. Dopo una furente battaglia contro i Cavalieri di Cristallo guidati dai Wizards of Mickey alla fine viene sconfitto proprio da essi perché con la disfatta dei Nequomanti il suo potere svanisce.
- Nequomante Forzuto: Uno dei nequomanti e servitori più fedeli del Dominatore. È completamente ricoperto da un'armatura di roccia che lo rende un enorme golem donandogli una forza e resistenza sovrumana. Durante una battaglia affrontò Topolino credendo di averlo sconfitto. Viene sconfitto dai Cavalieri di Cristallo con l'unisono di tutta la loro magia.
- Nequomante Ingegnoso: Nequomante con un'enorme abilità strategica grazie all'ingegno donatogli dal Dominatore. Indossa un'armatura blu che copre completamente tutto il suo corpo e possiede la capacità di volare, inoltre può scagliare saette. Viene sconfitto dai Cavalieri di Cristallo facendogli andare in tilt le sue strategie per poi essere battuto definitivamente dal Team Magma Fire.
- Nequomante Illusionista: Principale artefice della disfatta dell'esercito dell'alleanza contro i Morgrim. È completamente ricoperto dalle fiamme e anche la sua armatura è fatta interamente dalle fiamme e gli permette di volare. È in grado di creare illusioni, così facendo ha creato dissapori tra le file dell'esercito dell'alleanza permettendo la vittoria ai Morgrim. Viene sconfitto da Nereus nel momento in cui venne ingannato da un incantesimo di Macchia Nera.
- Schiere Tenebrose: Sono l'esercito di Morgrim creati dal malvagio Dominatore con il suo scettro dell'aurabastro. Sono tutti diversi tra loro essendo creati da oggetti di vario genere, tuttavia assumono sembianze molto delineate, tipo animali oppure forme a caso ma con una loro logica. Tra di essi ci sono quelli che assorbono l'aurabastro per poi portarlo dal Dominatore, mentre altri combattono.

#### Altri antagonisti
- Re Rockerduck: È il rivale di Re Paperone.
- Mirmidon: Antichissima creatura sprofondata nel sonno, chiamata anche la Grande Madre dei Diamagic in quanto i Diamagic sono le sue uova. A quanto pare appartiene alla razza dei primi abitanti del mondo, che la lasciò a guardia di quella dimensione mentre gli altri membri (i cosiddetti Grandi Antichi) ne cercavano una migliore dove stabilirsi. Viene risvegliata nel corso della terza serie, ma alla fine viene inviata dallo Stregone Supremo nello stesso luogo dove risiedono i suoi fratelli e le sue sorelle.
- Gilda dei Diafani: Yensid è un tempo unico stregone ora è diviso in sette anime dopo aver provato a schiavizzare tutti i draghi formando la Grande Corona, i principali antagonisti della terza serie: Il male antico.
- Ugrun: È il sovrano degli orchetti-faina nonché servitore di Macchia Nera.
- Orchetti-Faina: Sono delle creature perfide e servili guidati dal feroce re Ugrun, che servono anche il Signore degli Inganni, i Draghi Antichi o la Gilda dei Diafani.
- Raskan: È il sovrano dei Pipistrellorchi.
- Pipistrellorchi: Da sempre acerrimi nemici dei draghi, si alleano con loro per sconfiggere il malvagio Dredking e i Guerrieri di Ferro.
- Pecho Pelolordo: È il sovrano dei Talporchi.
- Talporchi: Sono perfide creature di terra e di sottoterra guidati dal perfido re Pecho Pelolordo.
- Robot Walrok: Trio formato dai malvagi robot Xius, Yton e Zulf erano al servizio di Macchia Nera e hanno rubato un uovo di drago per impossessarsi della sua energia, inoltre avevano catturato animali per creare dei robot animali da guerra per il Signore degli Inganni, si possono unire e formare il potente Robot Walrok gigante ma vengono sconfitti da Topolino perché sono in completo disaccordo.
- Spaventapasseri Vivente: Terribile creatura di una dimensione parallela che terrorizza i viandanti; esiliato dalla sua terra, è stato sconfitto facilmente da Clarabella. La sua origine sembrerebbe lo spaventapasseri animato per magia da Topolino col potere della Grande Corona.
- Titani del Gelo: Nemici dei Draghi, conquistano il mondo quando si spegne la fornace dell'Abisso. Verranno poi allontanati di nuovo al ritorno dei Draghi.
- Ghouler: Creature dell'Oscurità. Il loro odio verso il perfido Signore degli Inganni è profondo, tuttavia si sottomettono a lui (sotto mentite spoglie) per conquistare il mondo.
- Dragobert: È un drago ossessionato avidamente dall'oro che è stato trasformato in statua d'oro come punizione dal Venerabile Ormen.
- Oblivion: È una creatura acquatica simile a un gigantesco polpo il cui sguardo fa sprofondare nell'oblio chiunque. Viene sconfitto da Paperino, che lo riduce alle dimensioni di un pesce.
- Krotalus: Il drago che ha fomentato, in segreto, la guerra tra draghi e pipistrellorchi per tentare di divenire comandante supremo del suo popolo. Viene sconfitto da Paperino, che lo incatena tutto il corpo per non farlo scappare.
- Guerrieri di Ferro: antichi guerrieri di ferro di Lemuria, costruiti dal drago ingegnere per rafforzare il loro esercito durante la guerra contro i Pipistrellorchi, ma che si ribellarono ai loro creatori.
- Varani Isterici: Grosse e feroci lucertole che vivono sull'Isola dei Varani Isterici, nei pressi della costa del Mare di Samarra.
- Orca Megattera: Enorme e mostruoso cetaceo che viene sconfitto da Topolino grazie al Diamagic delle Fiamme.
- Doomspider: Quelle che all'inizio sembravano solo cristalli magici si scoprono essere le uova dei figli di Mirmidon, che possono schiudersi a comando, permettendo allo stregone di servirsi dell'insetto al loro interno, il Doomspider, appunto.
- Tritor: Il generale drago Viperno del regno sottomarino di Re Ydros.
- Ydros: Un Drago appartenente all'antica razza dei Viperni che era stato esiliato per aver tentato in passato di barare durante la prova per la successione al trono dei draghi.
- Bworg: Sono antiche creature oscure fatte di fango e sono sotto la guida di Amelia.
- Scheletri degli Antichi Titani: Sono ciò che rimane delle antiche creature che dominavano il pianeta prima della comparsa dell'uomo e della magia sulla terra.
- Mangur: È un nano fulvo ossessionato nella ricerca dell'aurabastro che consentirà ai nani di diventare più potenti dei maghi.
- Gnorri: È una nana che si finge alleata dei nani biondi ma che lavora in gran segreto con Mangur.
- Teraxus: Un essere colossale e incredibilmente aggressivo, capace di muoversi nella roccia. La sua ira venne scatenata quando i nani, esplorando Mondimontagne, lo disturbarono accidentalmente.
- Efreen: Un'entità malvagia dai poteri oscuri liberata da Gambadilegno. Dopo aver stretto un patto con quest'ultimo Efreen assume le sembianze di un enorme dragorco viola, chiamandosi il Re Draconiere.
- Oros il possente: Creatore dell'Arena. È un mago leggendario in cerca di un degno sostituto che possa ereditare la sua forza.
- Antarion: Un antico maestro di Garma. È un mago leggendario intrappolato nello specchio magico rotto dal mago Nibiru, l'antenato di Nereus, in cerca del corpo di un portatore di distruzione che ha lanciato il primo incantesimo della nuova era: in cui viene puntato proprio al povero Paperino.

## Aspetti caratteristici del ciclo

### Diamagic
I Diamagic sono le uova dell'antica creatura di nome Mirmidon e consentono a chi li possiede di controllare gli elementi (pioggia, vento, pietra...). Se riuniti tutti riformano la Grande Corona, che insigne il possessore del titolo di Stregone Supremo, il più potente mago del mondo, in grado di disporre a proprio piacimento dei poteri dei diamagic.
Non tutte le forme di magia sono legate al possesso di Diamagic.
Dopo il risveglio di Mirmidon, che sembrava averli resi completamente inutilizzabili, si è scoperto che il loro potere si può richiamare solo facendo "schiudere" le pietre e dando ordini al Doomspider che ne fuoriesce.

### Incantesimi
Nel corso del ciclo vengono utilizzati molti incantesimi.
- Ver - Fish - Lup pesca esagerata: viene usato da Paperino per far aumentare i pesci funziona a scoppio ritardato
- Lu-rain-fooo evocazione di pioggia: evoca la pioggia o tempesta, la usò topolino e successivamente Gambadilegno con il diamagic della pioggia.
- Vento placati zar-win-taaar: per placare il vento, la usò Gambadilegno per rimediare a quello che aveva fatto Topolino
- Zan-fra-luuun: rende gli uomini immateriali, permettendo di passare attraverso le cose e diventare leggerissimi, viene usato dal team Alterus Band grazie al diamagic dell'Immaterialità
- Erbis putrescens:la utilizza paperino per seccare le foglie.
- Trasparentis Oculis: incantesimo usato da Paperino per rendersi invisibile funziona a scoppio ritardato
- Ru-green-toor piante avvolgenti: fa intrappolare i nemici con una corda di piante, viene usata da topolino per riprendersi il diamagic della pioggia da Gambadilegno e anche contro il team magma fire
- To-rock-vaaa, prigione di sassi: i sassi si sollevano rimanendo sospesi nell'aria, la usò Topolino contro il team magma fire.
- Gre-tanf-po puzza eterna: genera una puzza tremenda, solo citato da Topolino contro il team Black Phantom.
- Gar-fog-diiin nebbia avvolgente: crea una nebbia che nasconde chi c'è dentro, viene usata dalla squadra luna diamante
- Zap-flash-tuuun doppio fulmine spirale: lancia due fulmini incrociati tipo a 8, inventato da Minni. Il drago Zefren disse a topolino come difendersi: i due fulmini lasciano libero uno spiraglio centrale dove può venir lanciato un colpo rapido che colpirebbe la maga.
- Incantesimo Riflettente: usato per la prima volta da Paperino per sconfiggere Macchia Nera, e in seguito da molti maghi contemporaneamente per sconfiggere il drago Rocknar. Crea uno scudo che rimanda indietro gli attacchi.
- Run-Shock-Zap: incantesimo defibrillante utilizzato da Paperino su suo zio Re Paperone per risvegliarlo dall'ipnosi di Oblivion
- Barriera di Nuvole: La "Barriera di Nuvole" crea uno scudo di nuvole solide che protegge efficacemente dagli attacchi nemici. È stato usato da Topolino per parare i colpi di Zefren e Zoron.
- Fulmine Biforcuto: Il "Fulmine Biforcuto" è una tecnica inventata da Minni, consiste in una spirale di fulmini che punta verso il nemico. Unica speranza di sfuggirvi è colpire l'incantesimo nel mezzo, così da portare l'attacco direttamente all'esecutore. Viene usato più volte da Minni, anche contro Topolino durante il primo torneo; lui si fa colpire pur conoscendo il punto debole della tecnica per consentire a Minni di recuperare il Diamagic che desidera; il Diamagic della Pietra. Sembra lo stesso Fulmine a Spirale.
- Barriera di Rovi: La "Barriera di Rovi" crea una muraglia di rovi per difendersi dagli attacchi nemici. Viene usato da Topolino due volte; nella prima battaglia contro il team Magma Fire e nello scontro con il drago Roknar, tutte e due le occasioni per difendersi da fiammate.
- Sfondamento: Lo "Sfondamento" è un incantesimo capace di abbattere gli ostacoli; è usato da Topolino per abbattere la porta del covo di Garma.
- Trampolino: Il "Trampolino" evoca un trampolino con cui aggirare gli ostacoli, è usato nel Grande Torneo.
- Levitazione: La "Levitazione" fa levitare gli oggetti. È usata da Amelia per rubare la chiave di Garma.
- Vortex Quiescens placati gorgo: Viene usato da Paperino per placare il gorgo.

## Altri media
Esiste inoltre un gioco di carte collezionabili ispirato alla serie, intitolato sempre Wizards of Mickey.